# Fase de grups de la Copa d'Europa de rugbi a 15 de 2014-2015

## Equips participants i sorteig
Els equips participants en aquesta fase de la competició venien determinats pel següent criteri:
- Anglaterra: 7 clubs
  - Els 6 millors clubs de l'Aviva Premiership. (6 clubs)
  - L'equip del WASPS que es va classificar després de guanyar el play-off de classificació
- França: 6 clubs 
  - Els 6 millors clubs al Top 14.
  - Irlanda, Itàlia, Escòcia i Gal·les: 7 clubs, en funció del rendiment en el Pro12.
  - Els 4 millors classificats al Pro12 de cada nació. (4 clubs)
  - Els 3 clubs millor classificats no classificats pel sistema anterior. (3 clubs)

Els 20 equips que van arribar a aquesta fase es van repartir en quatre nivells en funció del seu rendiment en les lligues nacionals, per a després ser sortejats per formar 4 grups de 5 equips.
| Rank | Top 14            | Premiership        | Pro 12                 |
| ---- | ----------------- | ------------------ | ---------------------- |
| 1    | Toulon            | Saracens           | Irlanda Leinster Rugby |
| 2    | Castres Olympique | Northampton Saints | Glasgow Warriors       |
| 3    | Montpellier       | Leicester Tigers   | Irlanda Munster        |
| 4    | Racing Métro      | Harlequins         | Irlanda Ulster         |
| 5    | Clermont          | Bath               | Ospreys                |
| 6    | Toulouse          | Sale Sharks        | Scarlets               |
| 7    |                   | Wasps              | Benetton Treviso       |

Els clubs de l'Aviva Premiership es van classificar en els diferents nivells només d'acord amb les seves posicions finals a la lliga, i no sobre la base del rendiment en la fase play-off de la temporada, mentre que el Top 14 i el Pro12 si que es va tenir en compte el seu rendiment a les fases eliminatòries dels seus respectius campionats, de manera que un equip eliminat a quarts de final podia ser classificat en un nivell més baix que un equip finalista o semi-finalista tot i haver acabat per sobre d'ells en la temporada regular. Igualment, en la mesura del possible, s'evita que equips dels mateix país s'enfrontin a la fase de grup.
De totes maneres, en haver-hi 7 clubs anglesos i 6 de francesos suposava que 2 grups tindrien dos equips anglesos i un dos de francesos. Un sorteig previ va marcar que Sale Sharks i Wasps compartissin grup amb un altre equip anglès i que Tolousse ho fes amb un altre de francés. El resultat del sorteig fou el següent:
| Grup 1 | Irlanda Leinster (1 Pro12)   | Saracens (1 AP)           | Toulon (1 Top 14)       | Northampton Saints (2 AP) | Glasgow Warriors (2 Pro12) |
| Grup 2 | Castres Olympique (2 Top 14) | Irlanda Munster (3 Pro12) | Leicester Tigers (3 AP) | Montpellier (3 Top 14)    | Racing Métro (4 Top14)     |
| Grup 3 | Harlequins (4 AP)            | Irlanda Ulster (4 Pro12)  | Ospreys (5 Pro12)       | Bath (5 AP)               | Clermont (5 Top 14)        |
| Grup 4 | Scarlets (6 Pro12)           | Sale Sharks (6 AP)        | Toulouse (6 Top 14)     | Wasps (Play-off)          | Benetton Treviso (7 Pro12) |

## Reglament
Els equips van jugar entre si dues vegades, tant a casa com fora, des del cap de setmana del 17/18/19 d'octubre de 2014 fins al 23/24/25 gener de 2015, aleshores els campions de cada grup i els tres millors subcampions avançaren als quarts de final.
Segons la normativa de la competició, i a diferència per exemple del Torneig de les Sis Nacions, els equips reben 4 punts per victòria, 2 punts per empat, 1 punt de bonificació ofensiva per anotar quatre o més assaigs en un partit i 1 punt de bonificació defensiva per perdre un partit per set punts o menys. En cas d'empat entre dos o més equips al final de la classificació, els criteris de desempat foren:
1. Quan els equips han jugat entre ells durant la fase de grups:
  1. L'equip amb el major nombre de punts tenint en compte només els partits dels equips empatats.
  2. Si persisteix l'empat, l'equip amb major nombre d'assaigs.
  3. Si persisteix l'empat, l'equip amb major diferència de punts.

1. Quan els equips no s'han enfrontat entre ells durant la fase de grups:
  1. L'equip amb major diferència de punts corresponent a la fase de grups.
  2. Si persisteix l'empat, l'equip amb major nombre d'assaigs.
  3. Si persisteix l'empat, l'equip amb menys jugadors suspesos durant la fase de grups.
  4. Si persisteix l'empat, es decideix per sorteig.

## Resultats

### Grup 1
|              | J | G | E | P | PF  | PC  | Dif  | AF | AC | TB | LB | Pts |
| ------------ | - | - | - | - | --- | --- | ---- | -- | -- | -- | -- | --- |
| Clermont (3) | 6 | 5 | 0 | 1 | 140 | 80  | +60  | 14 | 6  | 1  | 1  | 22  |
| Saracens (8) | 6 | 4 | 0 | 2 | 119 | 95  | +24  | 12 | 10 | 1  | 0  | 17  |
| Munster      | 6 | 3 | 0 | 3 | 144 | 114 | +30  | 15 | 11 | 1  | 2  | 15  |
| Sale Sharks  | 6 | 0 | 0 | 6 | 82  | 196 | −114 | 8  | 22 | 0  | 2  | 2   |

| (1 BP) Sale Sharks                                                                                   | 26–27    | Munster | 18 octubre 2014 13:00 - AJ Bell Stadium Assistència: 9,879 espectadors |
| Assaigs: Lund 23' c Leota 28' c Con.: Cipriani (2/2) 25', 29' Pen.: Cipriani (4/4) 6', 15', 18', 68' | [Report] | Assaigs: Kilcoyne 9' c Conway 55' c Murray 64' c Con.: Keatley (3/3) 10', 56', 65' Pen.: Keatley (1/1) 71' Drop: Keatley (1/1) 80' | 18 octubre 2014 13:00 - AJ Bell Stadium Assistència: 9,879 espectadors |

| (1 BP) Saracens | 30–23    | Clermont (1 BP)                                                                                               | 18 octubre 2014 15:15 - Allianz Park Assistència: 9,902 espectadors |
| Assaigs: Ashton (2) 3' m, 62' c Strettle (2) 27' m, 48' c Con.: Hodgson (2/4) 49', 63' Pen.: Hodgson (2/3) 44', 56' | [Report] | Assaigs: Guildford (2) 9' c, 46' c Con.: Lopez (2/2) 9', 47' Pen.: Lopez (2/3) 14', 51' Drop: Lopez (1/1) 45' | 18 octubre 2014 15:15 - Allianz Park Assistència: 9,902 espectadors |

| Munster                                                                      | 14–3     | Saracens                | 24 octubre 2014 19:45 - Thomond Park Assistència: 26,000 espectadors |
| Assaigs: Kilcoyne 60' m Pen.: Keatley (2/5) 26', 53' Drop: Keatley (1/1) 65' | [Report] | Pen.: Farrell (1/1) 37' | 24 octubre 2014 19:45 - Thomond Park Assistència: 26,000 espectadors |

| (1 BP) Clermont | 35–3     | Sale Sharks              | 26 octubre 2014 16:15 - Stade Marcel-Michelin Assistència: 17,591 espectadors |
| Assaigs: Abendanon 15' c Nalaga (2) 52' c, 74' c Rougerie 76' c Con.: Lopez (3/4) 15', 74', 76' Pen.: Lopez (3/3) 27', 31', 50' | [Report] | Pen.: Cipriani (1/1) 18' | 26 octubre 2014 16:15 - Stade Marcel-Michelin Assistència: 17,591 espectadors |

| (1 BP) Sale Sharks                                                                 | 15–19    | Saracens                                                                                               | 6 de desembre de 2014 13:00 - AJ Bell Stadium Assistència: 7,053 espectadors |
| Assaigs: Lund 7' c Ostrikov 61' m Con.: Cipriani (1/2) 7' Pen.: Cipriani (1/1) 32' | [Report] | Assaigs: Farrell 14' m Vunipola 44' m Pen.: Hodgson (1/1) 4' Farrell (1/1) 35' Drop: Farrell (1/2) 65' | 6 de desembre de 2014 13:00 - AJ Bell Stadium Assistència: 7,053 espectadors |

| (1 BP) Munster                    | 9–16     | Clermont                                                                   | 6 de desembre de 2014 17:30 - Thomond Park Assistència: 25,600 espectadors |
| Pen.: Keatley (3/3) 15', 26', 61' | [Report] | Assaigs: Lee 1' m Fofana 21' m Pen.: Lopez (1/2) 30' Drop: Lopez (1/1) 34' | 6 de desembre de 2014 17:30 - Thomond Park Assistència: 25,600 espectadors |

| Saracens | 28–15    | Sale Sharks                                                                           | 13 de desembre de 2014 17:15 - Allianz Park Assistència: 7,561 espectadors |
| Assaigs: Goode 35' m Ransom 57' c B. Vunipola 74' c Con.: Farrell (2/3) 59', 75' Pen.: Farrell (2/2) 13', 18' | [Report] | Assaigs: Hines 21' m Lewis-Roberts 78' c Con.: Ford (1/1) 80' Pen.: Macleod (1/1) 40' | 13 de desembre de 2014 17:15 - Allianz Park Assistència: 7,561 espectadors |

| Clermont                                                                                               | 26–19    | Munster (1 BP)                                                                     | 14 de desembre de 2014 16:15 - Stade Marcel-Michelin Assistència: 17,723 espectadors |
| Assaigs: Chouly (2) 18' m, 72' m Nakaitaci 40' c Con.: Lopez (1/3) 40' Pen.: Lopez (3/4) 26', 45', 59' | [Report] | Assaigs: Casey 75' c Con.: Keatley (1/1) 75' Pen.: Keatley (4/4) 5', 12', 42', 82' | 14 de desembre de 2014 16:15 - Stade Marcel-Michelin Assistència: 17,723 espectadors |

| Saracens | 33–10    | Munster                                                               | 17 de gener de 2015 13:00 - Allianz Park Assistència: 9,999 espectadors |
| Assaigs: Wyles 20' c Ashton (2) 35' c, 73' c Con.: Farrell (3/3) 22', 36', 74' Pen.: Farrell (4/5) 8', 29', 40', 57' | [Report] | Assaigs: Hurley 69' c Con.: Keatley (1/1) 69' Pen.: Keatley (1/1) 32' | 17 de gener de 2015 13:00 - Allianz Park Assistència: 9,999 espectadors |

| Sale Sharks                                                                            | 13–22    | Clermont                                                                          | 17 de gener de 2015 17:30 - AJ Bell Stadium Assistència: 6,108 espectadors |
| Assaigs: Assaig de càstig 50' c Con.: Cipriani (1/1) 51' Pen.: Cipriani (2/3) 12', 64' | [Report] | Assaigs: Lee 75' c Con.: Lopez (1/1) 76' Pen.: Lopez (5/5) 9', 37', 56', 60', 68' | 17 de gener de 2015 17:30 - AJ Bell Stadium Assistència: 6,108 espectadors |

| (1 BP) Munster | 65–10    | Sale Sharks                                                           | 25 de gener de 2015 15:15 - Thomond Park Assistència: 17,685 espectadors |
| Assaigs: Zebo (2) 1' c, 67' m Earls 41' c Assaig de càstig 53' c Howard 64' c Conway (2) 68' m, 79' c O'Donnell 72' c Williams 76' c Con.: Keatley (4/5) 2', 41', 54', 65' Hanrahan (3/4) 73', 77', 80' Pen.: Keatley (2/3) 6', 10' | [Report] | Assaigs: Arscott 11' c Con.: Macleod (1/1) 12' Pen.: Macleod (1/1) 8' | 25 de gener de 2015 15:15 - Thomond Park Assistència: 17,685 espectadors |

| Clermont                                                                                         | 18–6     | Saracens                     | 25 de gener de 2015 16:15 - Stade Marcel-Michelin Assistència: 17,787 espectadors |
| Assaigs: Abendanon 30' c Debaty 52' m Con.: Lopez (1/2) 31' Pen.: Lopez (1/1) 7' James (1/1) 77' | [Report] | Pen.: Hodgson (2/3) 39', 49' | 25 de gener de 2015 16:15 - Stade Marcel-Michelin Assistència: 17,787 espectadors |

### Grup 2
|                   | J | G | E | P | PF  | PC  | Dif  | AF | AC | TB | LB | Pts |
| ----------------- | - | - | - | - | --- | --- | ---- | -- | -- | -- | -- | --- |
| Leinster (4)      | 6 | 4 | 1 | 1 | 148 | 101 | +47  | 13 | 9  | 1  | 1  | 20  |
| Wasps (7)         | 6 | 3 | 1 | 2 | 155 | 105 | +50  | 18 | 12 | 2  | 2  | 18  |
| Harlequins        | 6 | 4 | 0 | 2 | 135 | 99  | +36  | 13 | 7  | 1  | 1  | 18  |
| Castres Olympique | 6 | 0 | 0 | 6 | 86  | 219 | −133 | 10 | 26 | 0  | 1  | 1   |

| Harlequins                                                                               | 25–9     | Castres Olympique                | 17 octubre 2014 19:45 - The Stoop Assistència: 12,618 espectadors |
| Assaigs: Care 65' c Con.: Evans (1/1) 66' Pen.: Evans (6/6) 22', 44', 53', 60', 74', 77' | [Report] | Pen.: Kockott (3/3) 6', 50', 68' | 17 octubre 2014 19:45 - The Stoop Assistència: 12,618 espectadors |

| Leinster                                                                                              | 25–20    | Wasps (1 BP)                                                                          | 19 octubre 2014 17:15 - RDS Arena Assistència: 17,558 espectadors |
| Assaigs: Fanning (2) 28' m, 52' c Ryan 61' c Con.: Madigan (2/3) 53', 61' Pen.: Madigan (2/2) 6', 40' | [Report] | Assaigs: Leiua 23' c Wade 34' c Con.: Goode (2/2) 24', 35' Pen.: Goode (2/3) 12', 21' | 19 octubre 2014 17:15 - RDS Arena Assistència: 17,558 espectadors |

| (1 BP) Castres Olympique                                                      | 16–21    | Leinster                                             | 26 octubre 2014 14:00 - Stade Pierre-Antoine Assistència: 9,387 espectadors |
| Assaigs: Taumoepeau 5' c Con.: Palis (1/1) 6' Pen.: Palis (3/4) 42', 53', 56' | [Report] | Pen.: Madigan (7/9) 16', 25',37', 63', 70', 76', 79' | 26 octubre 2014 14:00 - Stade Pierre-Antoine Assistència: 9,387 espectadors |

| (1 BP) Wasps                                                                 | 16–23    | Harlequins | 26 octubre 2014 17:15 - Adams Park Assistència: 6,739 espectadors |
| Assaigs: Simpson 31' c Con.: Goode (1/1) 32' Pen.: Goode (3/3) 19', 49', 58' | [Report] | Assaigs: Matthews 38' c Assaig de càstig 62' c Con.: N.Evans (2/2) 38', 63' Pen.: N.Evans (3/5) 11', 21', 42' | 26 octubre 2014 17:15 - Adams Park Assistència: 6,739 espectadors |

| Castres Olympique                                                                        | 17–32    | Wasps (1 BP) | 7 de desembre de 2014 14:00 - Stade Pierre-Antoine Assistència: 7,204 espectadors |
| Assaigs: Bonello 10' c Lamerat 33' c Con.: Kockott (2/2) 11', 34' Pen.: Dumora (1/1) 66' | [Report] | Assaigs: Miller 5' c Hughes 13' m Assaig de càstig 70' c Tagicakibau 74' c Con.: Goode (3/4) 6'. 71', 74' Pen.: Goode (2/2) 26', 69' | 7 de desembre de 2014 14:00 - Stade Pierre-Antoine Assistència: 7,204 espectadors |

| Harlequins | 24–18    | Leinster (1 BP)                                 | 7 de desembre de 2014 15:15 - The Stoop Assistència: 14,800 espectadors |
| Assaigs: Easter 53' c Tikoirotuma 59' m Con.: Swiel (1/2) 53' Pen.: Evans (1/1) 7' Swiel (2/3) 19', 35' Drop: Care (1/1) 74' | [Report] | Pen.: Madigan (6/6) 4', 25', 39', 47', 67', 70' | 7 de desembre de 2014 15:15 - The Stoop Assistència: 14,800 espectadors |

| Leinster                                                                  | 14–13    | Harlequins (1 BP)                                                     | 13 de desembre de 2014 19:45 - Aviva Stadium Assistència: 38,500 espectadors |
| Assaigs: Boss 30' m Con.: Madigan (0/1) Pen.: Madigan (3/4) 25', 37', 71' | [Report] | Assaigs: Brown 56' c Con.: Swiel (1/1) 57' Pen.: Swiel (2/4) 45', 66' | 13 de desembre de 2014 19:45 - Aviva Stadium Assistència: 38,500 espectadors |

| (1 BP) Wasps | 44–17    | Castres Olympique                                                      | 14 de desembre de 2014 13:00 - Adams Park Assistència: 6,507 espectadors |
| Assaigs: Cooper-Woolley 4' m Hughes 23' m Varndell (2) 31' m, 56' m Jacobs (2) 38' c, 80' c Thompson 73' m Con.: Goode (1/5) 38' Lozowski (2/2) 74', 80+1' Pen.: Goode (1/2) 7' | [Report] | Assaigs: Rallier 29' m Evans 53' m Houerie 77' c Con.: Palis (1/1) 78' | 14 de desembre de 2014 13:00 - Adams Park Assistència: 6,507 espectadors |

| (1 BP) Leinster | 50–8     | Castres Olympique                              | 17 de gener de 2015 17:30 - RDS Arena Assistència: 18,018 espectadors |
| Assaigs: D. Kearney 2' c Moore 27' c Reddan 35' c Cronin 39' c Furlong 56' c Fanning 67' m McGrath 77' c Con.: Madigan (6/7) 4', 28', 36', 40', 57', 78' Pen.: Madigan (1/1) 23' | [Report] | Assaigs: Martial 69' m Pen.: Kockott (1/1) 21' | 17 de gener de 2015 17:30 - RDS Arena Assistència: 18,018 espectadors |

| Harlequins             | 3–23     | Wasps                                                                                                 | 17 de gener de 2015 19:45 - The Stoop Assistència: 14,132 espectadors |
| Pen.: Botica (1/1) 45' | [Report] | Assaigs: Wade 11' c Simpson 19' c Con.: Goode (2/2) 11', 20' Pen.: Goode (2/2) 3', 41' Daly (1/1) 53' | 17 de gener de 2015 19:45 - The Stoop Assistència: 14,132 espectadors |

| Wasps                                                                                   | 20–20    | Leinster                                                                                                 | 24 de gener de 2015 13:00 - Ricoh Arena Assistència: 23,493 espectadors |
| Assaigs: Mullan 61' c Hughes 68' c Con.: Goode (2/2) 62', 70' Pen.: Goode (2/3) 6', 31' | [Report] | Assaigs: McFadden 2' c Boss 37' c Con.: Madigan (2/2) 4', 38' Pen.: Madigan (1/5) 20' Gopperth (1/1) 29' | 24 de gener de 2015 13:00 - Ricoh Arena Assistència: 23,493 espectadors |

| Castres Olympique                                                              | 19–47    | Harlequins (1 BP) | 24 de gener de 2015 14:00 - Stade Pierre-Antoine Assistència: 6,800 espectadors |
| Assaigs: Dupont 19' c Cabannes 33' c Beattie 65' m Con.: Dumora (2/3) 20', 34' | [Report] | Assaigs: Marler 11' c Walker 25' c Care 40+3' c Clifford 48' c Lambert 56' c Yarde 58' m Lowe 78' c Con.: Evans (6/7) 12', 26', 40+4', 49', 57', 79' | 24 de gener de 2015 14:00 - Stade Pierre-Antoine Assistència: 6,800 espectadors |

### Grup 3
|                  | J | G | E | P | PF  | PC  | Dif | AF | AC | TB | LB | Pts |
| ---------------- | - | - | - | - | --- | --- | --- | -- | -- | -- | -- | --- |
| Toulon (2)       | 6 | 5 | 0 | 1 | 181 | 89  | +92 | 19 | 9  | 1  | 1  | 22  |
| Leicester Tigers | 6 | 3 | 0 | 3 | 108 | 126 | −18 | 12 | 15 | 1  | 0  | 13  |
| Ulster           | 6 | 2 | 0 | 4 | 116 | 146 | −30 | 16 | 15 | 3  | 1  | 12  |
| Scarlets         | 6 | 2 | 0 | 4 | 90  | 134 | −44 | 8  | 16 | 0  | 0  | 8   |

| Leicester Tigers | 25–18    | Ulster (1 BP)                                                                              | 18 octubre 2014 19:45 - Welford Road Assistència: 19,943 espectadors |
| Assaigs: O. Williams 15' c Kitchener 28' m Burns 31' c Con.: Burns (1/2) 16' O. Williams (1/1) 33' Pen.: O. Williams (2/2) 44', 62' | [Report] | Assaigs: Bowe 55'c Van der Merwe 66' m Con.: Jackson (1/2) 56' Pen.: Jackson (2/3) 8', 48' | 18 octubre 2014 19:45 - Welford Road Assistència: 19,943 espectadors |

| Toulon | 28–18    | Scarlets                                                                                            | 19 octubre 2014 16:15 - Stade Mayol Assistència: 14,391 espectadors |
| Assaigs: Giteau 18' m Mermoz 31' c S. Armitage 72' c Con.: Halfpenny (2/3) 31', 72' Pen.: Halfpenny (3/3) 7', 40', 66' | [Report] | Assaigs: Barclay 27' c K. Phillips 80' m Con.: Priestland (1/2) 28' Pen.: Priestland (2/3) 15', 37' | 19 octubre 2014 16:15 - Stade Mayol Assistència: 14,391 espectadors |

| Ulster                                                                     | 13–23    | Toulon | 25 octubre 2014 13:00 - Kingspan Stadium Assistència: 16,931 espectadors |
| Assaigs: Gilroy 77' c Con.: Jackson (1/1) 77' Pen.: Jackson (2/2) 21', 46' | [Report] | Assaigs: Habana 40' c D. Armitage 58' c Con.: Halfpenny (2/2) 40', 59' Pen.: Halfpenny (3/5) 9', 13', 39' | 25 octubre 2014 13:00 - Kingspan Stadium Assistència: 16,931 espectadors |

| Scarlets                                                                                        | 15–3     | Leicester Tigers         | 25 octubre 2014 19:45 - Parc y Scarlets Assistència: 8,235 espectadors |
| Assaigs: Robinson 17' m A. Davies 61' c Con.: S. Shingler (1/2) 62' Pen.: S. Shingler (1/2) 31' | [Report] | Pen.: Williams (1/2) 13' | 25 octubre 2014 19:45 - Parc y Scarlets Assistència: 8,235 espectadors |

| (1 BP) Ulster                                                                          | 24–9     | Scarlets                            | 6 de desembre de 2014 19:45 - Kingspan Stadium Assistència: 15,946 espectadors |
| Assaigs: Cave 14' c Pienaar 18' c Bowe 59' m Best 68' m Con.: Humphreys (2/4) 15', 19' | [Report] | Pen.: Priestland (3/4) 3', 29', 55' | 6 de desembre de 2014 19:45 - Kingspan Stadium Assistència: 15,946 espectadors |

| Leicester Tigers                                                                                     | 25–21    | Toulon (1 BP)                                                                                  | 7 de desembre de 2014 17:30 - Welford Road Assistència: 22,114 espectadors |
| Assaigs: Thorn 18' c Con.: O. Williams (1/1) 20' Pen.: O. Williams (6/8) 6', 15', 45', 57', 64', 79' | [Report] | Assaigs: Habana 34' c Mitchell 49' m Con.: Sánchez (1/2) 35' Pen.: Sánchez (3/4) 22', 31', 69' | 7 de desembre de 2014 17:30 - Welford Road Assistència: 22,114 espectadors |

| Toulon | 23–8     | Leicester Tigers                                  | 13 de desembre de 2014 16:15 - Stade Mayol Assistència: 15,045 espectadors |
| Assaigs: Williams 10' c Bastareaud 54' c Con.: Halfpenny (2/2) 11', 55' Pen.: Halfpenny (3/4) 5', 14', 24' | [Report] | Assaigs: Scully 26' m Pen.: O. Williams (1/2) 57' | 13 de desembre de 2014 16:15 - Stade Mayol Assistència: 15,045 espectadors |

| Scarlets                                                                                           | 22–13    | Ulster                                                                     | 14 de desembre de 2014 17:15 - Parc y Scarlets Assistència: 7,230 espectadors |
| Assaigs: J. Davies 78' c Con.: Priestland (1/1) 79' Pen.: Priestland (5/8) 11', 19', 28', 33', 60' | [Report] | Assaigs: Cave 41' c Con.: Humphreys (1/1) 42' Pen.: Pienaar (2/3) 69', 72' | 14 de desembre de 2014 17:15 - Parc y Scarlets Assistència: 7,230 espectadors |

| (1 BP) Leicester Tigers | 40–23    | Scarlets | 16 de gener de 2015 19:45 - Welford Road Assistència: 18,913 espectadors |
| Assaigs: Benjamin 9' c Crane 14' c Thompstone 46' m T. Youngs (2) 52' c, 57' c Harrison 68' c Con.: Burns (4/5) 10', 15', 53', 58' Williams (1/1) 69' | [Report] | Assaigs: R. Evans 33' m Robinson (2) 59' m, 73' c Con.: S. Shingler (1/2) 74' Pen.: Priestland (2/2) 5', 20' | 16 de gener de 2015 19:45 - Welford Road Assistència: 18,913 espectadors |

| (1 BP) Toulon | 60–22    | Ulster (1 BP)                                                                        | 17 de gener de 2015 16:15 - Stade Mayol Assistència: 13,781 espectadors |
| Assaigs: Sánchez 2' c Habana 31' c Bastareaud 36' c Castrogiovanni 49' c S. Armitage (3) 57' c, 64' c, 78' m Gorgodze 59' c Con.: Halfpenny (7/8) 3', 32', 37', 51', 58', 60', 65' Pen.: Halfpenny (2/2) 9', 18' | [Report] | Assaigs: Jackson 11' m McComish (2) 21' m, 76' c Payne 68' m Con.: Pienaar (1/2) 77' | 17 de gener de 2015 16:15 - Stade Mayol Assistència: 13,781 espectadors |

| Scarlets                    | 3–26     | Toulon | 24 de gener de 2015 17:30 - Parc y Scarlets Assistència: 9,267 espectadors |
| Pen.: S. Shingler (1/1) 29' | [Report] | Assaigs: Bastareaud 3' c Habana 50' c Con.: Halfpenny (2/2) 4', 52' Pen.: Halfpenny (3/4) 9', 18', 33' Drop: Halfpenny 21' | 24 de gener de 2015 17:30 - Parc y Scarlets Assistència: 9,267 espectadors |

| (1 BP) Ulster                                                                         | 26–7     | Leicester Tigers                                | 24 de gener de 2015 17:30 - Kingspan Stadium Assistència: 15,659 espectadors |
| Assaigs: Cave (3) 19' m, 38' c, 42' c, Gilroy 49' c Con.: Pienaar (3/4) 38', 44', 51' | [Report] | Assaigs: Thompstone 53' c Con.: Burns (1/1) 54' | 24 de gener de 2015 17:30 - Kingspan Stadium Assistència: 15,659 espectadors |

### Grup 4
|                  | J | G | E | P | PF  | PC  | Dif | AF | AC | TB | LB | Pts |
| ---------------- | - | - | - | - | --- | --- | --- | -- | -- | -- | -- | --- |
| Bath (5)         | 6 | 4 | 0 | 2 | 146 | 108 | +38 | 15 | 15 | 2  | 1  | 19  |
| Toulouse         | 6 | 4 | 0 | 2 | 126 | 124 | +2  | 11 | 10 | 0  | 1  | 17  |
| Glasgow Warriors | 6 | 3 | 0 | 3 | 108 | 84  | +24 | 11 | 6  | 1  | 2  | 15  |
| Montpellier      | 6 | 1 | 0 | 5 | 90  | 154 | −64 | 9  | 15 | 0  | 2  | 6   |

| (1 BP) Glasgow Warriors | 37–10    | Bath                                                         | 18 octubre 2014 15:15 - Scotstoun Stadium Assistència: 6,746 espectadors |
| Assaigs: Bennett (2) 10' c 70' c Maitland 28' Seymour 36' Matawalu 65' c Con.: Weir (3/5) 11', 67', 71' Pen.: Weir (2/3) 17', 23' | [Report] | Assaigs: Joseph 12' Con.: Ford (1/1) 13' Pen.: Ford (1/1) 3' | 18 octubre 2014 15:15 - Scotstoun Stadium Assistència: 6,746 espectadors |

| Toulouse | 30–23    | Montpellier (1 BP) | 19 octubre 2014 14:00 - Stade Ernest-Wallon Assistència: 14,500 espectadors |
| Assaigs: Huget (2) 39' c, 53' c Doussain 65' c Con.: McAlister (1/1) 40' Flood (2/2) 54', 67' Pen.: McAlister (2/3) 10', 37' Flood (1/2) 79' | [Report] | Assaigs: Nagusa 33' c Olivier 50' c Con.: Iribaren (1/1) 34' Selponi (1/1) 52' Pen.: Iribaren (2/2) 7', 62' Paillaugue (1/1) 80' | 19 octubre 2014 14:00 - Stade Ernest-Wallon Assistència: 14,500 espectadors |

| (1 BP) Bath                                                                                  | 19–21    | Toulouse                                                                                            | 25 octubre 2014 15:15 - Recreation Ground Assistència: 13,360 espectadors |
| Assaigs: Batty 74' c Con.: Ford (1/1) 74' Pen.: Ford (3/3) 4', 45', 52' Drop: Ford (1/1) 30' | [Report] | Assaigs: Clerc 13' c Harinordoquy 47' c Medard 64' c Con.: Flood (2/2) 14', 48' McAlister (1/1) 65' | 25 octubre 2014 15:15 - Recreation Ground Assistència: 13,360 espectadors |

| (1 BP) Montpellier                                                                         | 13–15    | Glasgow Warriors                           | 25 octubre 2014 17:15 - Altrad Stadium Assistència: 11,089 espectadors |
| Assaigs: Assaig de càstig 80+5' Con.: Iribaren (1/1) 80+5' Pen.: Paillaugue (1/4) 15', 31' | [Report] | Pen.: Russell (5/5) 1', 12', 18', 59', 63' | 25 octubre 2014 17:15 - Altrad Stadium Assistència: 11,089 espectadors |

| Montpellier          | 5–30     | Bath | 5 de desembre de 2014 20:45 - Altrad Stadium Assistència: 5,000 espectadors |
| Assaigs: Tulou 68' m | [Report] | Assaigs: Thomas 34' c Assaig de càstig 38' c Houston 49' c Con.: Ford (3/3) 35', 39', 50' Pen.: Ford (2/3) 22', 29' Drop: Ford (1/1) 10' | 5 de desembre de 2014 20:45 - Altrad Stadium Assistència: 5,000 espectadors |

| Toulouse                                                                       | 19–11    | Glasgow Warriors                                     | 7 de desembre de 2014 16:15 - Stade Ernest-Wallon Assistència: 16,670 espectadors |
| Assaigs: Médard 41' c Con.: Bézy (1/1) 41' Pen.: Bézy (4/4) 18', 36', 40', 62' | [Report] | Assaigs: Matawalu 77' m Pen.: Russell (2/2) 24', 54' | 7 de desembre de 2014 16:15 - Stade Ernest-Wallon Assistència: 16,670 espectadors |

| (1 BP) Bath                                                                                                 | 32–12    | Montpellier                                                  | 12 de desembre de 2014 19:45 - Recreation Ground Assistència: 13,282 espectadors |
| Assaigs: Banahan (3) 4' c, 13' c, 51' m Agulla 78' c Con.: Ford (3/4) 3', 14', 78' Pen.: Ford (2/2) 6', 43' | [Report] | Assaigs: Tulou 61' m Ivaldi 73' c Con.: Paillaugue (1/2) 74' | 12 de desembre de 2014 19:45 - Recreation Ground Assistència: 13,282 espectadors |

| (1 BP) Glasgow Warriors                     | 9–12     | Toulouse                           | 13 de desembre de 2014 13:00 - Scotstoun Stadium Assistència: 6,894 espectadors |
| Pen.: Russell (1/3) 12' Weir (2/2) 65', 73' | [Report] | Pen.: Bézy (4/4) 8', 20', 48', 58' | 13 de desembre de 2014 13:00 - Scotstoun Stadium Assistència: 6,894 espectadors |

| Glasgow Warriors                                                                 | 21–10    | Montpellier                                                      | 18 de gener de 2015 13:00 - Scotstoun Stadium Assistència: 6,056 espectadors |
| Assaigs: Van der Merwe (3) 12' c, 57' c, 68' c Con.: Russell (3/3) 13', 58', 69' | [Report] | Assaigs: Privat 18' c Con.: Lucas (1/1) 19' Pen.: Lucas (1/1) 6' | 18 de gener de 2015 13:00 - Scotstoun Stadium Assistència: 6,056 espectadors |

| Toulouse                                                                            | 18–35    | Bath (1 BP) | 18 de gener de 2015 16:15 - Stade Ernest-Wallon Assistència: 16,061 espectadors |
| Assaigs: Maestri 12' c Huget 35' m Con.: Flood (1/2) 13' Pen.: Flood (2/2) 39', 47' | [Report] | Assaigs: Banahan 6' c Cook 23' m Joseph 26' c Louw 70' c Con.: Ford (3/4) 7', 27', 72' Pen.: Ford (3/3) 1', 33', 80+1' | 18 de gener de 2015 16:15 - Stade Ernest-Wallon Assistència: 16,061 espectadors |

| Bath | 20–15    | Glasgow Warriors (1 BP)                                                          | 25 de gener de 2015 13:00 - Recreation Ground Assistència: 13,349 espectadors |
| Assaigs: Assaig de càstig (2) 52' c, 66' c Con.: Ford (1/1) 52' Devoto (1/1) 66' Pen.: Ford (2/4) 29', 34' | [Report] | Assaigs: Dunbar 4' c Vernon 48' m Con.: Russell (1/2) 5' Pen.: Russell (1/1) 55' | 25 de gener de 2015 13:00 - Recreation Ground Assistència: 13,349 espectadors |

| Montpellier | 27–26    | Toulouse (1 BP) | 25 de gener de 2015 14:00 - Altrad Stadium Assistència: 10,467 espectadors |
| Assaigs: Dupont (2) 45' c, 48' m Con.: Lucas (1/2) 46' Pen.: Lucas (3/4) 2', 31', 67' Paillaugue (2/2) 25', 61' | [Report] | Assaigs: Poitrenaud 28' c Flood 42' c Con.: McAlister (1/1) 29' Flood (1/1) 43' Pen.: McAlister (2/4) 33', 40' Flood (2/2) 58', 65' | 25 de gener de 2015 14:00 - Altrad Stadium Assistència: 10,467 espectadors |

### Grup 5
|                        | J | G | E | P | PF  | PC  | Dif  | AF | AC | TB | LB | Pts |
| ---------------------- | - | - | - | - | --- | --- | ---- | -- | -- | -- | -- | --- |
| Racing Métro (1)       | 6 | 5 | 1 | 0 | 168 | 69  | +99  | 20 | 7  | 2  | 0  | 24  |
| Northampton Saints (6) | 6 | 4 | 0 | 2 | 178 | 82  | +96  | 25 | 8  | 3  | 0  | 19  |
| Ospreys                | 6 | 1 | 1 | 4 | 110 | 121 | −11  | 11 | 13 | 1  | 2  | 8   |
| Benetton Treviso       | 6 | 1 | 0 | 5 | 62  | 246 | −184 | 8  | 36 | 0  | 0  | 4   |

| Racing Métro 92                                                                                         | 20–11    | Northampton Saints                               | 18 octubre 2014 18:15 - Stade Yves-du-Manoir Assistència: 9,180 espectadors |
| Assaigs: Dumoulin 4' c Andreu 79' c Con.: Sexton (1/1) 37' Goosen (1/1) 80' Pen.: Sexton (2/3) 37', 68' | [Report] | Assaigs: Dowson 75' m Pen.: Myler (2/2) 30', 43' | 18 octubre 2014 18:15 - Stade Yves-du-Manoir Assistència: 9,180 espectadors |

| (1 BP) Ospreys | 42–7     | Benetton Treviso                                 | 19 octubre 2014 13:00 - Liberty Stadium Assistència: 7,625 espectadors |
| Assaigs: Hassler 21' c Webb 33' c D. Evans (2) 46' c, 62' m Baker 53' m Con.: Biggar (4/5) 22', 34', 47', 54' Pen.: Biggar (3/3) 5', 8', 13' | [Report] | Assaigs: Nitoglia 77' c Con.: Carlisle (1/1) 77' | 19 octubre 2014 13:00 - Liberty Stadium Assistència: 7,625 espectadors |

| (1 BP) Northampton Saints                                                                                    | 34–6     | Ospreys                    | 25 octubre 2014 17:15 - Franklin's Gardens Assistència: 13,362 espectadors |
| Assaigs: North (4) 16' c, 30' c, 54' c, 76' c Con.: Myler (4/4) 17', 31', 55', 78' Pen.: Myler (2/2) 4', 37' | [Report] | Pen.: Biggar (2/5) 9', 47' | 25 octubre 2014 17:15 - Franklin's Gardens Assistència: 13,362 espectadors |

| Benetton Treviso                                                        | 10–26    | Racing Métro 92                                                                                       | 26 octubre 2014 18:15 - Stadio Comunale di Monigo Assistència: 3,711 espectadors |
| Assaigs: Nitoglia 62' c Con.: Hayward (1/1) 63' Pen.: Hayward (1/2) 21' | [Report] | Assaigs: Chavancy 42' c Lauret 74' c Con.: Sexton (2/2) 43', 75' Pen.: Sexton (4/4) 9', 33', 56', 67' | 26 octubre 2014 18:15 - Stadio Comunale di Monigo Assistència: 3,711 espectadors |

| Benetton Treviso                                                                         | 15–38    | Northampton Saints (1 BP) | 6 de desembre de 2014 14:00 - Stadio Comunale di Monigo Assistència: 3,786 espectadors |
| Assaigs: Nitoglia 56' c Carlisle 72' m Con.: Carlisle (1/2) 56' Pen.: Carlisle (1/2) 18' | [Report] | Assaigs: Manoa 9' c Waller 33' m Foden 47' c Burrell 49' c Assaig de càstig 64' c Pisi 80' m Con.: Myler (4/6) 9', 47', 49', 64' | 6 de desembre de 2014 14:00 - Stadio Comunale di Monigo Assistència: 3,786 espectadors |

| Ospreys                                                                              | 19–19    | Racing Métro 92                                                                                            | 6 de desembre de 2014 15:15 - Liberty Stadium Assistència: 7,164 espectadors |
| Assaigs: Matavesi 74' c Con.: Biggar (1/1) 74' Pen.: Biggar (4/5) 14', 30', 48', 52' | [Report] | Assaigs: Van der Merwe 18' c Con.: Goosen (1/1) 18' Pen.: Goosen (3/5) 5', 12', 26' Drop: Goosen (1/2) 73' | 6 de desembre de 2014 15:15 - Liberty Stadium Assistència: 7,164 espectadors |

| (1 BP) Northampton Saints | 67–0     | Benetton Treviso | 13 de desembre de 2014 15:15 - Franklin's Gardens Assistència: 13,344 espectadors |
| Assaigs: Assaig de càstig 11' c North 16' c Fotuali'i 21' m K. Pisi (3) 33' m, 45' c, 75' m G. Pisi 42' c Manoa (3) 61' m, 65' c, 72' c Foden 77' m Con.: Myler (4/6) 12', 18', 43', 46' Wilson (2/5) 66', 73' | [Report] |                  | 13 de desembre de 2014 15:15 - Franklin's Gardens Assistència: 13,344 espectadors |

| Racing Métro 92                                                                       | 18–14    | Ospreys (1 BP)                                               | 13 de desembre de 2014 18:15 - MMArena Assistència: 16,258 espectadors |
| Assaigs: Imhoff 26' c Thomas 29' m Con.: Goosen (1/2) 28' Pen.: Goosen (2/2) 11', 80' | [Report] | Assaigs: Webb 51' c Walker 70' c Con.: Biggar (2/2) 52', 71' | 13 de desembre de 2014 18:15 - MMArena Assistència: 16,258 espectadors |

| Ospreys                         | 9–20     | Northampton Saints                                                                     | 18 de gener de 2015 17:30 - Liberty Stadium Assistència: 7,308 espectadors |
| Pen.: Biggar (3/3) 8', 18', 33' | [Report] | Assaigs: Clark 15' c North 37' c Con.: Myler (2/2) 15', 39' Pen.: Myler (2/3) 25', 67' | 18 de gener de 2015 17:30 - Liberty Stadium Assistència: 7,308 espectadors |

| (1 BP) Racing Métro 92 | 53–7     | Benetton Treviso                                   | 18 de gener de 2015 18:30 - Stade Yves-du-Manoir Assistència: 5,817 espectadors |
| Assaigs: Chavancy 9' c Lapeyre (2) 29' c, 78' m Szarzewski (3) 36' m, 41' m, 54' m Imhoff (2) 60' c, 70' m Assaig de càstig 68' c Con.: Machenaud (2/4) 10', 30' Dambielle (2/4) 61', 68' Lapeyre (0/1) | [Report] | Assaigs: Campagnaro 57' c Con.: Carlisle (1/1) 58' | 18 de gener de 2015 18:30 - Stade Yves-du-Manoir Assistència: 5,817 espectadors |

| Northampton Saints                                           | 8–32     | Racing Métro 92 (1 BP) | 24 de gener de 2015 15:15 - Franklin's Gardens Assistència: 13,362 espectadors |
| Assaigs: North 48' m Con.: Myler (0/1) Pen.: Myler (1/2) 22' | [Report] | Assaigs: Imhoff (2) 40' m, 41' c Lapeyre 44' c Roberts 60' c Con.: Machenaud (2/3) 42', 45' Dambielle (1/1) 61' Pen.: Machenaud (2/2) 14', 17' | 24 de gener de 2015 15:15 - Franklin's Gardens Assistència: 13,362 espectadors |

| Benetton Treviso                                                                                                  | 23–20    | Ospreys (1 BP)                                                                             | 24 de gener de 2015 16:15 - Stadio Comunale di Monigo Assistència: 2,780 espectadors |
| Assaigs: Esposito 26' m Barbini 40' m Assaig de càstig 80' c Con.: Hayward (1/3) 80' Pen.: Hayward (2/2) 21', 38' | [Report] | Assaigs: King 6' c Walker 33' m Fussell 69' m Con.: Davies (1/3) 7' Pen.: Davies (1/2) 51' | 24 de gener de 2015 16:15 - Stadio Comunale di Monigo Assistència: 2,780 espectadors |